# Leudinus Bodo
Leudinus Bodo, auch Leudoin, Leudovinus oder Bodon, (* um 610; † um 673) war ein Klostergründer und unter der Herrschaft der Merowinger der 17. Bischof des Bistums Toul. Er wird in der katholischen Kirche als Heiliger verehrt.

## Leben

### Herkunft und Familie
Leudinus Bodo wurde um das Jahr 610 im fränkischen Teilreich Austrasien geboren, vermutlich wie auch seine Schwester in der Villa Mosa. Dieser herrschaftliche Hof kann in Val-de-Meuse am Oberlauf der Mosel lokalisiert werden. Er war der älteste Sohn von Gundoin, Dux des Pagus Bassianensis sowie des Gebiets um das Berner Jura, und seiner Frau Saretrud. Er entstammte einer einflussreichen Adelsfamilie im nördlichen Burgund, die insbesondere im Gebiet des Bassigny über umfangreiche Güter verfügte und den Sippen der Agilolfinger und Burgundofarones verwandtschaftlich verbunden war. Benannt nach Leudinus Vater, dem späteren ersten Herzog des Elsass, blieb das Geschlecht der Gundoinen insbesondere als Gründungssippe des Klosters Weißenburg um den Speyerer Bischof Dragobodo in Erinnerung.
Leudinus hatte noch vier Geschwister, darunter Fulculfus-Bodo als jüngeren Bruder und die heilige Salaberga als ältere Schwester.

### Leben und Klostergründung
Die Existenz des Leudinus Bodo ist neben Erwähnungen in der Vita Sadalbergae zudem noch in Teilen durch die Vita sancti Columbani des Jonas von Bobbio bezeugt, die dieser um die Jahre 640 bis 643 als Mönch der Abtei Bobbio verfasste.
Nach der Hagiographie seiner Schwester war Leudinus mit Odila verheiratet. Mit ihr hatte er eine Tochter, Teutberga.
Um das Jahr 657 folgte Leudinus Bodo dem Vorbild seiner Schwester Salaberga und entsagte gemeinsam mit seiner Frau dem weltlichen Leben. Beide traten als Nonne und Mönch in die Abtei Notre-Dame de Laon ein, welche kurz zuvor als Doppelkloster von Salaberga gegründet worden war. Zuvor stiftete er aber auf eigenem Grundbesitz noch drei Klöster: die Abtei Étival (Stivagium), Offonville (Offonis villa) sowie das Frauenkloster Bonmoutier (Bodonis monasterium) in Val-et-Châtillon, dem seine Tochter Teutberga als Äbtissin vorstand. Diesen Neugründungen sowie der Abtei seiner Schwester in Laon übertrug Leudinus den Großteil des Familienbesitzes als Schenkung. Da Leudinus Bodo als ältester Sohn das politische Erbe seines kurz zuvor verstorbenen Vaters nicht antrat, vermutet die Forschung und hier insbesondere Michèle Gaillard, dass die Kinder Gundoins zu jener Zeit Opfer der innenpolitischen Wirren in Austrasien wurden. Durch die verwandtschaftlichen Bindungen zu der Familie der Wulfoalde gerieten die Gundoinen im Machtkampf um den austrasischen König Childebertus adoptivus in Gegnerschaft zu den Pippiniden und Arnulfinger. Wohl auf deren Druck hin verzichtete Leudinus Bodo auf sein Erbe, nicht ohne jedoch gleichzeitig das umfangreiche väterliche Vermögen durch Schenkungen an die Eigenklöster seiner Familie vor dem königlichen Zugriff in Sicherheit zu bringen.
Als im Jahr 667 Bischof Eborin von Toul verstarb, wurde Leudinus Bodo vom Volk und dem Klerus der Stadt zu seinem Nachfolger gewählt. Die Vita Sadalbergae führt dazu an, dass er ein so hohes Ansehen aufgrund seines heiligenmäßigen Lebens als Mönch genoss. Die umgehende Bestätigung der Wahl des Gundoinen durch Childerich II. deutet aber darauf hin, dass dem austrasischen Adel sehr daran gelegen war, eines der wichtigsten Bistümer des Frankenreiches dem Einfluss der Pippiniden zu entziehen.
Das Amt des Bischofs von Toul übte er bis zu seinem Tod um das Jahr 673 aus. Dort wurde er in der Kirche des heiligen Mansuetus beigesetzt, später wurden seine Reliquien in die Abtei Notre-Dame de Laon überführt – die Grabstelle von Leudinus Bodo hat sich jedoch nicht erhalten, da das Kloster in den Hugenottenkriegen teilweise verwüstet wurde.

## Verehrung
Der Gedenktag für Leudinus Bodo wird von der katholischen Kirche am 11. September begangen.